# بوی‌زون
بوی‌زون (به انگلیسی: Boyzone) نام یک گروه موسیقی پسرانه ایرلندی است. اعضای این گروه عبارتند از کیت دافی، استیون گیتلی، مایکل گراهام، رونان کیتینگ و شین لینچ. بوی زون ۱۹ تک‌آهنگ در جدول ۴۰ تک‌آهنگ برتر بریتانیا و ۲۱ تک‌آهنگ در جدول برترین تک‌آهنگ‌های ایرلند دارد. این گروه موسیقی هم‌اکنون دارای ۶ تک‌آهنگ شماره یک در بریتانیا و ۹ تک‌آهنگ شماره یک در ایرلند هستند و نیز ۱۲ تک‌آهنگ از میان ۲۰ تک‌آهنگ بریتانیایی آن‌ها در بین ۲ تک‌آهنگ برتر بریتانیا قرار دارد. بوی‌زون یکی از موفق‌ترین گروه‌های موسیقی در بریتانیا و ایرلند است. این گروه، در مجموع ۱۹ تک‌آهنگ در بین ۵ تک‌آهنگ برتر جدول ایرلند، ۱۸ آهنگ در بین ۱۰تای برتر جدول بریتانیا، ۹ آهنگ شماره یک در جدول ایرلند، ۶ آهنگ شماره یک و ۵ آلبوم شماره یک در جدول بریتانیا و فروشی در حدود ۲۰ میلیون نسخه در سال ۲۰۱۰ در جزایر بریتانیا و سرتاسر جهان داشته‌است. این رقم در کتاب درختی از فصول گیتلی تأیید شده‌است.
در سال ۲۰۰۷ بوی‌زون در اصل تنها به قصد برگزاری تور به صحنه بازگشت. این گروه در سال ۱۹۹۳ به وسیله لویی والش تشکیل شد. لویی والش به واسطه مدیریت امور جانی لوگان و وست لایف شناخته می‌شود. آن‌ها قبل از این که چیزی ضبط کنند، در برنامه تلویزیونی The Late Late Show شبکه آرتی‌ای ظاهر شدند. گروه بوی‌زون تاکنون شش آلبوم استودیویی و هفت آلبوم تلفیقی منتشر کرده‌اند. گیتلی در ۱۰ اکتبر ۲۰۰۹ در مایورکای اسپانیا به مرگ طبیعی فوت کرد.